# 亞瑟森海崖
70°45′S 166°5′E / 70.750°S 166.083°E
亞瑟森海崖是南極洲的海崖，位於維多利亞地北部，處於威廉斯角和阿代爾角之間，該海崖以澳大利亞研究隊的直昇機機師命名。